# Daniel James
Daniel Owen James (*10. listopadu 1997 Kingston upon Hull) je velšský profesionální fotbalista, který hraje na pozici křídelníka v anglickém klubu Fulham FC, kde je na hostování z Leedsu United, a ve velšském národním týmu.

## Klubová kariéra

### Swansea City
James se připojil k akademii Swansea City, kde přestoupil za poplatek okolo 72 tisíc £, v roce 2014 a okamžitě se stal součástí týmu do 18 let. V sezóně 2016/17 pomohl James týmu do 23 let k postupu do nejvyšší soutěže své věkové kategorie, když Swansea vyhrála ligu s 11bodovým náskokem.
Dne 30. června 2017 odešel James do Shrewsbury Town, klubu hrající League One, na hostování do konce sezóny. Jeho hostování bylo ukončeno po vzájemné dohodě 31. srpna 2017 poté, co se mu nepodařilo dostat do základní sestavy týmu.
Dne 6. února 2018 debutoval v A-týmu Swansea jako náhradník; při vítězství 8:1 nad Notts County v FA Cupu skóroval v 82. minutě.
Svého prvního ligového vystoupení se dočkal 17. srpna 2018 v zápase EFL Championship proti Birminghamu City. 24. listopadu 2018 vstřelil svůj první ligový gól při domácí porážce 4:1 proti Norwich City.
Dne 31. ledna 2019, kdy James podal žádost o odchod ze Swansea, se měl hráč připojit k Leeds United. Kluby se dohodli na poplatek za přestup ve výši 10 milionů £, sám James souhlasil s podmínkami a dokončil lékařskou prohlídku v Leedsu. Avšak po neshodě mezi majiteli Swansea a jejich předsedou ohledně přestupu jen hodinu před ukončením přestupového okna celý přestup ztroskotal.

### Manchester United
Dne 6. června 2019 přestoupil James do prvoligového klubu Manchesteru United za údajný poplatek ve výši 15 milionů £. Při svém soutěžním debutu v klubu vstřelil branku při výhře 4:0 nad Chelsea. Skóroval také při prohře 2:1 proti Crystal Palace. Ve svém čtvrtém zápase v Manchesterském dresu vstřelil svůj třetí gól, a to při remíze 1:1 se Southamptonem. James byl za své výkony zvolen Klubovým hráčem měsíce za srpen. V březnu 2020 vstřelil James gól po sedmi měsících při vítězstvím 5:0 nad rakouským LASKem v posledním zápase před pozastavením fotbalu způsobeným pandemií covidu-19.
Dne 20. prosince 2020 vstřelil James svůj první ligový gól v sezóně při vítězství 6:2 nad Leedsem. 2. února 2021 vstřelil gól při domácím vítězství 9:0 proti Southamptonu v Premier League.

## Reprezentační kariéra
James, který se narodil v Anglii, mohl reprezentovat Wales prostřednictvím svého otce Kevana, který se narodil v Aberdare. James skóroval na Tournoi de Toulon, kde hrál za Wales U20, při vítězství 1:0 nad Bahrajnem.
James obdržel první pozvánku do seniorské reprezentace na kvalifikační zápas na Mistrovství světa 2018 proti Srbsku v roce 2017 manažerem Chrisem Colemanem a následně debutoval pod trenérem Ryanem Giggsem v zápase proti Albánii v listopadu 2018, kdy odehrál prvních 58 minut utkání. James vstřelil svůj první reprezentační gól ve svém druhém zápase, když v 5. minutě vstřelil jediný gól utkání proti Slovensku. Během zářijové mezinárodní přestávky vsítil James jediný gól přátelského utkání proti Bělorusku. Dne 30. března 2021 vstřelil svoji čtvrtou reprezentační branku v utkání proti Česku v rámci kvalifikace na Mistrovství světa 2022.

## Statistiky

### Klubové
K 18. březnu 2021
| Klub                    | Sezóna  | Liga           | Liga   | Liga | FA Cup | FA Cup | EFL Cup | EFL Cup | Evropské poháry | Evropské poháry | Ostatní | Ostatní | Celkem | Celkem |
| Klub                    | Sezóna  | Liga           | Zápasy | Góly | Zápasy | Góly   | Zápasy  | Góly    | Zápasy          | Góly            | Zápasy  | Góly    | Zápasy | Góly   |
| ----------------------- | ------- | -------------- | ------ | ---- | ------ | ------ | ------- | ------- | --------------- | --------------- | ------- | ------- | ------ | ------ |
| Swansea City            | 2017/18 | Premier League | 0      | 0    | 1      | 1      | —       | —       | —               | —               | —       | —       | 1      | 1      |
| Swansea City            | 2018/19 | Championship   | 33     | 4    | 4      | 1      | 1       | 0       | —               | —               | —       | —       | 38     | 5      |
| Swansea City            | Celkem  | Celkem         | 33     | 4    | 5      | 2      | 1       | 0       | —               | —               | —       | —       | 39     | 6      |
| Shrewsbury Town (host.) | 2017/18 | League One     | 0      | 0    | 0      | 0      | 0       | 0       | —               | —               | 0       | 0       | 0      | 0      |
| Manchester United       | 2019/20 | Premier League | 33     | 3    | 3      | 0      | 4       | 0       | 6               | 1               | —       | —       | 46     | 4      |
| Manchester United       | 2020/21 | Premier League | 12     | 3    | 1      | 0      | 1       | 0       | 6               | 2               | —       | —       | 20     | 5      |
| Manchester United       | Celkem  | Celkem         | 45     | 6    | 4      | 0      | 5       | 0       | 12              | 3               | —       | —       | 66     | 9      |
| Celkem                  | Celkem  | Celkem         | 78     | 10   | 9      | 2      | 6       | 0       | 12              | 3               | 0       | 0       | 105    | 15     |

### Reprezentační
K 30. březnu 2021
| Wales | Wales  | Wales |
| Rok   | Zápasy | Góly  |
| ----- | ------ | ----- |
| 2018  | 1      | 0     |
| 2019  | 9      | 2     |
| 2020  | 7      | 1     |
| 2021  | 2      | 1     |
| Total | 19     | 4     |

#### Reprezentační góly
K zápasu odehranému 30. březnu 2020. Skóre a výsledky Walesu jsou vždy zapisovány jako první.
| Gól | Datum              | Místo                                | Zápas | Soupeř    | Skóre | Výsledek | Soutěž                                |
| --- | ------------------ | ------------------------------------ | ----- | --------- | ----- | -------- | ------------------------------------- |
| 1.  | 24. března 2019    | Cardiff City Stadium, Cardiff, Wales | 2.    | Slovensko | 1:0   | 1:0      | Kvalifikace na Euro 2020              |
| 2.  | 9. září 2019       | Cardiff City Stadium, Cardiff, Wales | 6.    | Bělorusko | 1:0   | 1:0      | Přátelský zápas                       |
| 3.  | 18. listopadu 2020 | Cardiff City Stadium, Cardiff, Wales | 17.   | Finsko    | 2:0   | 3:1      | Liga národů UEFA 2020/21              |
| 4.  | 30. března 2021    | Cardiff City Stadium, Cardiff, Wales | 19.   | Česko     | 1:0   | 1:0      | Kvalifikace na Mistrovství světa 2022 |

## Ocenění

### Individuální
- Nejlepší nováček roku Swansea City: 2018/19[26]
- Hráč měsíce Manchesteru United: Srpen 2019[27]